# 터키항공 278편

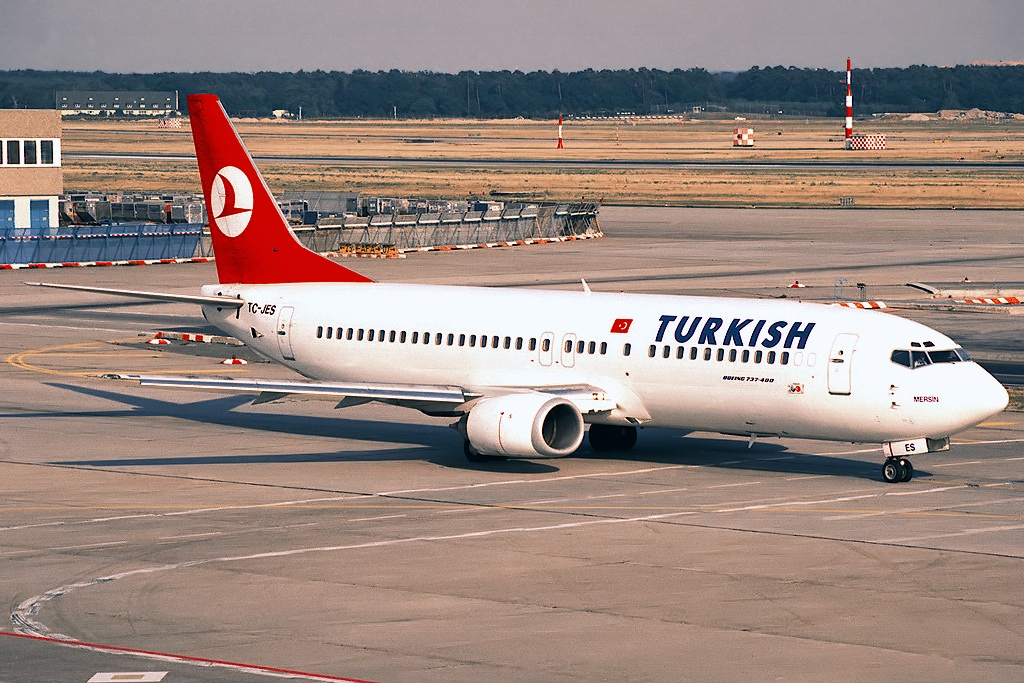
사고 항공기 TC-JES.

터키항공 278편(Turkish Airlines Flight 278)은 보잉 737-4Y0 등록 TC-JES, 메르신(Mersin)이 운항하는 국내 정기 항공편으로 에센보아 국제공항에서 튀르키예 동부 반 페리트 멜렌 공항으로 향하던 중 1994년 12월 29일 눈이 내리는 가운데 착륙을 위한 최종 접근 도중 추락했다. 승무원 7명 중 5명과 승객 69명 중 52명이 숨졌고, 승무원 2명과 승객 17명이 중상을 입었다.